# السمح بن مالك الخولاني
السمح بن مالك الخولاني خامس ولاة الأندلس من قبل الدولة الأموية، حيث ولاه عليها الخليفة عمر بن عبد العزيز عام 100 هـ، خلفًا للحر بن عبد الرحمن الثقفي، وهو أول والٍ للأندلس يُعيّن من الخليفة في دمشق مباشرةً، بعد أن كانت تابعة لولاية أفريقية يولي عليها والي أفريقية من يشاء.
أصلح السمح قنطرة قرطبة على نهر الوادي الكبير بعد أن أعلم الخليفة بحالتها الرثة، واستشاره في إصلاحها، فأذن له. ويذكر المؤرخ ابن القوطية، أن الخليفة عمر بن عبد العزيز قد عهد إلى السمح بإجلاء المسلمين من الأندلس خشية منه على أرواحهم، إلا أن السمح حين نزل الأندلس وأطلع على أحوالها، طمأن الخليفة إلى قوة حال المسلمين في الأندلس. وبتكليف من الخليفة، أشرف السمح بن مالك على عملية مسح أراضي الأندلس، وتقدير خمس خراجها، كما قام ببعض الإصلاحات الإدارية التي نتج عنها تحسن حالة المزارعين.
غزا السمح بن مالك سبتمانيا، وافتتح أربونة وقرقشونة ومعظم قواعد سبتمانيا، ثم توجّه صوب طولوشة قاعدة أقطانيا. في 9 ذي الحجة 102 هـ، واجه السمح جيشًا يفوق قواته عددًا بقيادة أودو دوق أقطانيا في معركة هائلة، انهزم فيها جيش المسلمين، وقتل فيها السمح، واستطاع عبد الرحمن بن عبد الله الغافقي أن ينسحب بعد المعركة بالجيش إلى سبتمانيا.
اختار أهل الأندلس عبد الرحمن الغافقي لتولي أمرهم بصفة غير رسمية إلى أن جاء الوالي الجديد عنبسة بن سحيم الكلبي.